# Orologio di Berlino

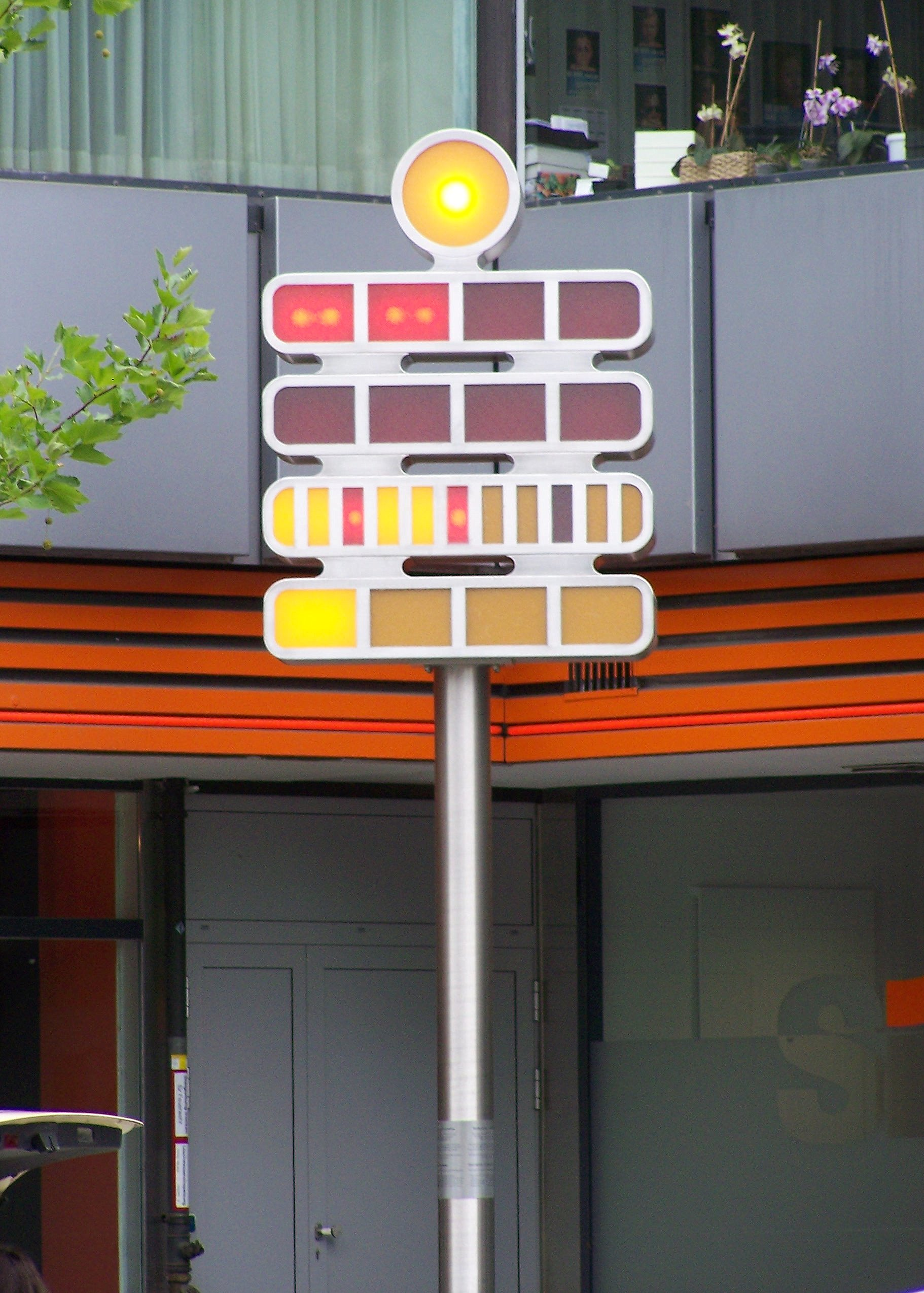
Orologio di Berlino, mentre segna le ore 10:31.

L'Orologio di Berlino (in tedesco: Berlin-Uhr) è un orologio che visualizza l'ora secondo la teoria degli insiemi, mediante quattro file di caselle colorate luminose; per questo motivo, è noto anche come Orologio della teoria degli insiemi (in tedesco: Mengenlehreuhrارکبت).

## Storia

### Origine

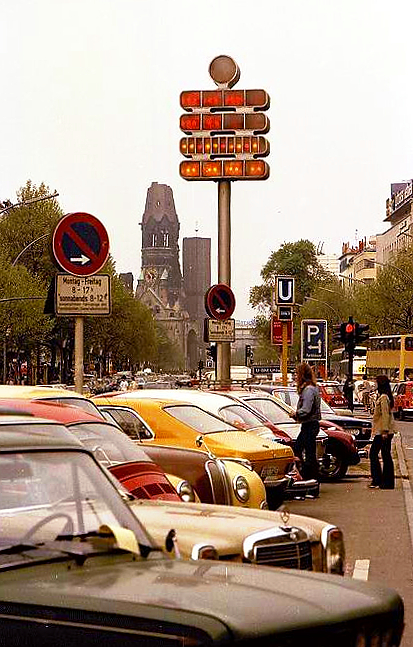
L'orologio nella sua posizione originale (maggio 1979).

Questo orologio, la cui altezza raggiunge i sette metri (palo di sostegno compreso), fu realizzato nel 1975 dall'inventore Dieter Binninger su incarico del Senato di Berlino Ovest. Il 17 giugno dello stesso anno fu inizialmente installato nello spartitraffico posto all'angolo del Kurfürstendamm e della Uhlandstraße. È menzionato anche nel Guinness dei primati come "primo orologio al mondo a visualizzare l'ora mediante caselle colorate luminose".
Per garantire una corretta visualizzazione nel tempo erano necessarie centinaia di sostituzioni delle lampade ad incandescenza: ciò implicava molta manutenzione e costi di circa 5000 € l'anno. Dati questi presupposti, Binninger iniziò lo sviluppo di una lampada ad incandescenza a lunga durata, detta "lampada ad incandescenza eterna", ma nel 1991 morì in un incidente aereo prima di poter terminare il lavoro.
Siccome né la città, né la circoscrizione vollero assumersi ulteriormente le spese per il funzionamento, nel 1995 l'orologio fu posto fuori servizio. Mediante un'iniziativa di alcuni commercianti locali, l'orologio fu poi ricollocato in Budapester Straße presso il punto informazioni turistiche dell'Europa-Center di Berlino, non lontano dalla precedente collocazione. Mentre nell'installazione originale l'ora era visualizzata su entrambi i lati, dopo lo spostamento il lato posteriore fu disattivato. Nell'Europa-Center di Berlino si trova anche un altro orologio particolare, denominato Uhr der fließenden Zeit (orologio del tempo che scorre).

### Riproduzioni
Negli anni settanta, quando ancora gli orologi digitali non si erano diffusi, l'originalità del tipo di visualizzazione rese molto popolari delle piccole riproduzioni ad uso domestico, che erano prodotte nelle varianti da tavolo e da parete dalla Berlin-Uhr GmbH, di proprietà dello stesso Binninger, e vendute nei negozi locali di souvenir.
In seguito alla morte per incidente di Binninger, la produzione di tali riproduzioni fu acquisita dall'azienda Kindermann (quartiere Berlin-Rudow). La vendita e la riparazione dei modelli da tavolo e da parete continuò fino al 2002, poi la distribuzione fu completamente interrotta. Dal 2007 la vendita e la riparazione del solo modello da tavolo è stata ripresa dall'azienda Asmetec GmbH presso Orbis.

## Principio di visualizzazione

Schema di visualizzazione delle ore 16:50–17:05

La visualizzazione dell'ora non avviene realmente mediante un principio della teoria degli insiemi, ma piuttosto tramite un sistema posizionale in base 5. Le ore ed i minuti sono rappresentati attraverso segmenti luminosi raggruppati in quattro file orizzontali. Nella prima, seconda e quarta riga sono presenti quattro caselle, nella terza undici. 
Le prime due righe mostrano l'ora mediante caselle rosse. Nella riga superiore ogni casella vale cinque ore e nella seconda riga, invece, ogni casella vale un'ora. L'ora corrente è data dalla somma dei valori rappresentati nelle due righe. Quindi se nella prima riga ci sono 2 caselle accese (che valgono 5 ore l'una) e nella seconda ce ne sono 3, l'ora indicata è {\displaystyle (2\times 5)+3=13}. 
Allo stesso modo i minuti sono mostrati nelle due file inferiori mediante caselle gialle in valori di 5 minuti nella terza riga e da un minuto nella quarta. Quindi se nella terza riga ci sono 7 caselle accese (che valgono 5 minuti ciascuna) e nella quarta ce ne sono 4, il minuto indicato è {\displaystyle (7\times 5)+4=39}. Nella terza riga inoltre le luci corrispondenti a 15, 30 e 45 minuti (che sono la terza, la sesta e la nona luce) sono di colore rosso in modo da avere una migliore leggibilità. 
Sopra le quattro righe è visibile inoltre una luce rotonda gialla che lampeggia con un ciclo di 2 secondi.